# Jeufosse
Jeufosse är en kommun i departementet Yvelines i regionen Île-de-France i norra Frankrike. Kommunen ligger i kantonen Bonnières-sur-Seine som tillhör arrondissementet Mantes-la-Jolie. År 2018 hade Jeufosse 408 invånare.
Danska vikingar hade vintrarna 852/53 och 856/57 sitt vinterläger vid Jeufosse. Vid det andra tillfället, den 28 december 852, anföll och brände de Paris.

## Befolkningsutveckling
Antalet invånare i kommunen Jeufosse
| Referens: INSEE |